# Ли, Кевин
Ке́вин Дже́сси Ли мла́дший (англ. Kevin Jesse Lee, Jr.; род. 4 сентября 1992, Гранд-Рапидс) — американский боец смешанного стиля, выступающий в полусреднем весе.
Выступает на профессиональном уровне начиная с 2012 года, известен по участию в турнирах бойцовской организации UFC, где бился за титул временного чемпиона UFC в лёгком весе против Тони Фергюсона.
Был чемпионом TWC в лёгком весе.

## Биография
Кевин Ли родился 4 сентября 1992 года в городе Гранд-Рапидс штата Мичиган. Вырос в Детройте, в детстве играл в баскетбол, затем во время учёбы в старшей школе серьёзно занимался борьбой. Продолжал бороться и в университете, участвовал во многих студенческих соревнованиях, прошёл отбор национального чемпионата. Выступал на университетском уровне в течение двух лет, после чего бросил борьбу и решил посвятить себя смешанным единоборствам.

### Начало профессиональной карьеры
Дебютировал в ММА на профессиональном уровне в марте 2012 года, выиграл у своего соперника единогласным решением судей. Дрался в различных небольших промоушенах США и Канады, таких как Instinct MMA, IFL, Canadian Fighting Championship и др. Во всех случаях неизменно выходил из поединков победителем, а в ноябре 2013 года завоевал титул чемпиона организации TWC в лёгкой весовой категории.

### Ultimate Fighting Championship
Имея в послужном списке семь побед и ни одного поражения, Ли привлёк к себе внимание крупнейшей бойцовской организации мира Ultimate Fighting Championship и подписал с ней контракт. Впервые вышел в октагон UFC в феврале 2014 года — встретился с достаточно сильным бойцом Элом Яквинтой, финалистом реалити-шоу The Ultimate Fighter, и по истечении трёх раундов уступил ему единогласным решением, потерпев первое в профессиональной карьере поражение.
Несмотря на проигрыш, Кевин Ли продолжил активно участвовать в боях и в дальнейшем сделал серию из четырёх побед подряд: взял верх над такими бойцами как Джесси Ронсон, Джон Так, Мишел Празерис и Джеймс Мунтасри. Серия прервалась только в декабре 2015 года, бразилец Леонарду Сантус перебил его в первом раунде и выиграл техническим нокаутом.
С апреля 2016 года Ли начал новую победную серию, среди поверженных им бойцов оказались Эфраин Эскудеро, Джейк Мэттьюс, Магомед Мустафаев, Франсиску Триналду и Майкл Кьеза. В боях с Мустафаевым и Кьезой заработал бонус за лучшее выступление вечера, хотя Кьеза был не согласен с решением рефери остановить бой и опротестовал результат в Атлетической комиссии штата Оклахома.
Поднявшись в рейтинге, в 2017 году Ли удостоился права оспорить титул временного чемпиона UFC в лёгком весе, который был введён из-за того что действующий чемпион Конор Макгрегор долгое время не защищал свой чемпионский пояс. Другим претендентом стал его соотечественник Тони Фергюсон, и чемпионский бой между ними состоялся в октябре на турнире UFC 216. В начале поединка Ли действовал эффективно и даже имел некоторое преимущество, но в третьем раунде попался на «треугольник» и вынужден был сдаться.

## Статистика в профессиональном ММА
| Боёв 29  | Побед 20 | Поражений 9 |
| -------- | -------- | ----------- |
| Нокаутом | 3        | 2           |
| Сдачей   | 9        | 4           |
| Решением | 8        | 3           |

| Результат | Рекорд | Соперник           | Способ                             | Турнир                                | Дата             | Раунд | Время | Место                      | Примечание                                                                   |
| --------- | ------ | ------------------ | ---------------------------------- | ------------------------------------- | ---------------- | ----- | ----- | -------------------------- | ---------------------------------------------------------------------------- |
| Поражение | 20-9   | Гаджи Рабаданов    | ТКО (удары)                        | PFL 6                                 | 20 июня 2025     | 1     | 2:37  | Уичито, Канзас, США        | Возвращение в легкий вес, полуфинал гран-при PFL в легком весе.              |
| Победа    | 20–8   | Тиаго Оливейра     | Сдача (удушение сзади)             | Lights Out Championship 17            | 28 сентября 2024 | 1     | 1:58  | Уэйн, Мичиган, США         |                                                                              |
| Поражение | 19-8   | Ринат Фахретдинов  | Сдача (гильотина)                  | UFC on ESPN: Стрикленд vs. Магомедов  | 1 июля 2023      | 1     | 0:55  | Лас-Вегас, США             | Бой в полусреднем весе, после поражения, был уволен из UFC                   |
| Победа    | 19-7   | Диего Санчес       | Единогласное решение               | Eagle FC 46                           | 11 марта 2022    | 3     | 5:00  | Флорида, Майями, США       | Дебют в суперлегком весе (165 фунтов)                                        |
| Поражение | 18-7   | Дэниел Родригес    | Единогласное Решение               | UFC on ESPN: Барбоза vs. Чикадзе      | 29 августа 2021  | 3     | 05:00 | Лас-Вегас, Невада, США     | Вернулся в полусредний вес; после боя Ли сдал положительный тест на аддералл |
| Поражение | 18-6   | Чарльз Оливейра    | Сдача (гильотина)                  | UFC Fight Night: Ли vs. Оливейра      | 15 марта 2020    | 3     | 0:28  | Бразилиа, Бразилия         | Бой в промежуточном весе (158,5 фунтов); Ли не уложился в вес                |
| Победа    | 18-5   | Грегор Гиллеспи    | KO (ногой в голову)                | UFC 244                               | 2 ноября 2019    | 1     | 2:47  | Нью-Йорк, США              | Вернулся в лёгкий вес; «Выступление вечера» (3)                              |
| Поражение | 17-5   | Рафаэл дус Анжус   | Сдача (треугольник руками)         | UFC Fight Night: дус Анжус vs. Ли     | 18 мая 2019      | 4     | 3:47  | Рочестер, США              | Дебют в полусреднем весе                                                     |
| Поражение | 17-4   | Эл Яквинта         | Единогласное решение               | UFC on Fox: Lee vs. Iaquinta 2        | 15 декабря 2018  | 5     | 5:00  | Милуоки, США               |                                                                              |
| Победа    | 17-3   | Эдсон Барбоза      | TKO (остановлен врачом)            | UFC Fight Night: Barboza vs. Lee      | 21 апреля 2018   | 5     | 2:18  | Атлантик-Сити, США         | Бой в промежуточном весе 71,2 кг; Ли не сделал вес                           |
| Поражение | 16-3   | Тони Фергюсон      | Сдача (треугольник)                | UFC 216                               | 7 октября 2017   | 3     | 4:02  | Лас-Вегас, США             | Бой за титул временного чемпиона UFC в лёгком весе                           |
| Победа    | 16-2   | Майкл Кьеза        | Техническая сдача (удушение сзади) | UFC Fight Night: Chiesa vs. Lee       | 25 июня 2017     | 1     | 4:37  | Оклахома-Сити, США         | «Выступление вечера» (2)                                                     |
| Победа    | 15-2   | Франсиску Триналду | Сдача (удушение сзади)             | UFC Fight Night: Belfort vs. Gastelum | 11 марта 2017    | 2     | 3:12  | Форталеза, Бразилия        |                                                                              |
| Победа    | 14-2   | Магомед Мустафаев  | Техническая сдача (удушение сзади) | UFC Fight Night: Mousasi vs. Hall 2   | 19 ноября 2016   | 2     | 4:31  | Белфаст, Северная Ирландия | «Выступление вечера» (1)                                                     |
| Победа    | 13-2   | Джейк Мэттьюс      | TKO (удары руками)                 | The Ultimate Fighter 23 Finale        | 8 июля 2016      | 1     | 4:06  | Лас-Вегас, США             |                                                                              |
| Победа    | 12-2   | Эфраин Эскудеро    | Единогласное решение               | UFC 197                               | 23 апреля 2016   | 3     | 5:00  | Лас-Вегас, США             |                                                                              |
| Поражение | 11-2   | Леонарду Сантус    | TKO (удары руками)                 | UFC 194                               | 12 декабря 2015  | 1     | 3:26  | Лас-Вегас, США             |                                                                              |
| Победа    | 11-1   | Джеймс Мунтасри    | Сдача (удушение сзади)             | UFC Fight Night: Mir vs. Duffee       | 15 июля 2015     | 1     | 2:56  | Сан-Диего, США             |                                                                              |
| Победа    | 10-1   | Мишел Празерис     | Единогласное решение               | UFC Fight Night: Henderson vs. Thatch | 14 февраля 2015  | 3     | 5:00  | Брумфилд, США              |                                                                              |
| Победа    | 9-1    | Джон Так           | Единогласное решение               | UFC 178                               | 27 сентября 2014 | 3     | 5:00  | Лас-Вегас, США             | С Така сняли одно очко за удар в пах                                         |
| Победа    | 8-1    | Джесси Ронсон      | Раздельное решение                 | The Ultimate Fighter 19 Finale        | 6 июля 2014      | 3     | 5:00  | Лас-Вегас, США             |                                                                              |
| Поражение | 7-1    | Эл Яквинта         | Единогласное решение               | UFC 169                               | 8 февраля 2014   | 3     | 5:00  | Ньюарк, США                |                                                                              |
| Победа    | 7-0    | Эрик Мун           | Сдача (гильотина)                  | TWC 20: Final Cut                     | 16 ноября 2013   | 1     | 1:24  | Лансинг, США               | Завоевал титул чемпиона TWC в лёгком весе                                    |
| Победа    | 6-0    | Трэвис Гервайс     | Сдача (рычаг локтя)                | Canadian Fighting Championship 8      | 13 сентября 2013 | 1     | 0:46  | Виннипег, Канада           | Бой в промежуточном весе 72,6 кг                                             |
| Победа    | 5-0    | Джозеф Лайл        | Сдача (удушение сзади)             | Midwest Fight Series 5                | 19 июля 2013     | 3     | 1:29  | Индианаполис, США          | Бой в промежуточном весе (157 фунтов); Ли не уложился в вес                  |
| Победа    | 4-0    | Кайл Преполек      | Сдача (гильотина)                  | Michiana Fight League                 | 13 апреля 2013   | 2     | 2:17  | Саут-Бенд, США             | Бой в промежуточном весе (158 фунтов); оба бойца не уложились в вес          |
| Победа    | 3-0    | Джей Пи Риз        | Единогласное решение               | IFL 51: No Guts, No Glory             | 17 ноября 2012   | 3     | 5:00  | Оберн-Хилс, США            |                                                                              |
| Победа    | 2-0    | Мансур Барнауи     | Единогласное решение               | Instinct MMA: Instinct Fighting 4     | 29 июня 2012     | 3     | 5:00  | Монреаль, Канада           |                                                                              |
| Победа    | 1-0    | Левис Лабри        | Единогласное решение               | Instinct MMA: Instinct Fighting 3     | 31 марта 2012    | 3     | 5:00  | Шербрук, Канада            |                                                                              |